# 游民星空
游民星空是中国大陆一家专注单机游戏的综合性娱乐媒体网站，创立于2003年，是一个单机游戏门户网站。
游民星空的游戏评测也被Metacritic和Opencritic媒体收录。

## 历史
游民星空成立于2003年，最初是一家以网络游戏为重点的综合游戏网站。2007年，游民星空的内容重心开始向单机游戏转移，以共享资源为主。
2008年10月，游民星空全面改版，并正式转型为一家专注于单机游戏的游戏媒体，同时开始向单机游戏资讯扩展。
2014年9月1日，游民星空下载专区的下载链接除正版及试玩版之外全部被删除，开始全面转型正版，并与全球知名游戏公司开始建立合作关系，其中包括索尼游戏、动视暴雪、育碧、卡普空等知名游戏开发商与发行商。
2014年9月，游民星空发布了首个手机端APP正式版。2015年6月，游民星空对网站排版与设计进行了一次升级。
2022年4月，游民星空APP6.0版本上线，并同时支持了Epic、Steam、Xbox、PSN等游戏平台的账户绑定，方便玩家在手机上一键查询各游戏平台的数据。
2023年，游民星空成立游戏发行品牌Gamersky Games，并发布了多款独立游戏，诸如《贪婪大地》、《矮人军团自走棋》、《诺森德塔防》等独立游戏。

## 荣誉
- 游民星空荣获2021金翎奖 “玩家最喜爱的优秀游戏媒体” [10]

## 争议
- 2014年8月23日，3DM站长宿菲菲发文，表示游民星空的时任主编向其发表声明，称游民与3DM属于上下游关系，并称游民对3DM资源的转载不属于抄袭。[11]

- 游民星空的一些攻略被认为是抄袭与洗稿其他游戏媒体的内容。2018年11月30日，游戏时光在新浪微博上指称游民星空近期的抄袭行为，并给出大量截图实证。 该条微博引起广泛关注，作为游戏媒体的A9VG，以及机核网的编辑也在留言区指出游民星空抄袭其网站内容。[12]12月4日，游民星空于新浪微博发表致歉声明。[13]